# Tut Taylor
Robert Arthur "Tut" Taylor Sr. (20 de noviembre de 1923 - 9 de abril de 2015) fue un músico estadounidense de bluegrass.

## Biografía
Taylor tocaba el banjo y la mandolina desde niño y comenzó a tocar dobro a los 14 años, aprendiendo a utilizar el instrumento con un estilo distintivo de pulsación plana. En la década de 1960 se unió a The Folkswingers, quienes lanzaron tres álbumes. Grabó su primer trabajo en solitario en 1964 y en 1966 se unió brevemente a los Dixie Gentlemen, participando en la grabación del último álbum de estos. Posteriormente se unió a la banda Aereo-Plain de John Hartford.
Taylor se convirtió en una figura muy conocida en Nashville (Tennessee). En 1970, cofundó allí la tienda de instrumentos GTR y poco después lanzó otro álbum en solitario. También cofundó Old Time Pickin' Parlour, un local de Nashville conocido por sus actuaciones de Old Time Music, así como Tut Taylor's General Store. 
En una entrevista de marzo de 1992, Neil Young informó haber comprado la guitarra Martin D-28 de Hank Williams a Tut Taylor. 
En los premios Grammy de 1995, recibió el premio Grammy al mejor álbum de bluegrass por su trabajo en The Great Dobro Sessions en colaboración con Jerry Douglas. 
Taylor grabó cientos de carretes de cintas que documentan y preservan la música bluegrass, además de trabajar como ingeniero de grabación para álbumes de estudio. Donó alrededor de 500 carretes a Steam Powered Preservation Society, que digitalizó muchos de ellos. 
Taylor murió el 9 de abril de 2015. 

## Discografía
- 1964 - 12-String Dobro (World Pacific)
- 1964 - Dobro Country con Ronald y Clarence White, (World Pacific)
- 1966 - Blues & Bluegrass With Dixie Gentlemen, (Tune Records)
- 1971 - Aereo-Plain, (Warner Records reeditado por Rounder en 1997)
- 1972 - Friar Tut, (Rounder Records)
- 1974 - No Name Album, (Flying Fish Records)
- 1975 - The HDS Sessions, (HDS)
- 1975 - The Old Post Office, (Flying Fish Records)
- 1976 - Norman Blake/Tut Taylor/Sam Bush/Butch Robins/Vassar Clements/David Holland/Jethro Burns
- 1976 - Dobrolic Plectral Society, (Takoma Records)
- 1994 - The Great Dobro Sessions, (Sugar Hill Records)
- 1997 - Flat Pickin' The Kitchen, (Tutlee Records)
- 1998 - Flash Flood, (Tutlee Records)
- 2002 - Steam Powered Aereo-Takes, (Rounder Records)
- 2003 - Tut and Clarence Flatpicking, (Tutlee Records)
- 2007 - Shacktown Road con Norman Blake y Nancy Blake
- 2008 - Oozing the Blues - Barker and Taylor con Steve Barker y Lorrie Barker